# Ferrera Erbognone
Ferrera Erbognone – miejscowość i gmina we Włoszech, w regionie Lombardia, w prowincji Pawia.
Według danych na rok 2004 gminę zamieszkiwało 1147 osób, 60,4 os./km².